# Cheilosia clausseni
Cheilosia clausseni är en tvåvingeart som beskrevs av Barkalov och Stahls 1997. Cheilosia clausseni ingår i släktet örtblomflugor, och familjen blomflugor. Inga underarter finns listade i Catalogue of Life.